# Valentin Angelmann
Valentin Angelmann ou Angelman, né le 7 mars 1910 à Colmar et mort le 19 août 1981 à Paris, est un boxeur français.

## Biographie
Le 11 juin 1931, alors qu'il est champion de France des poids mouches, il affronte Young Perez, qui lui conteste ce titre : le match, qui a lieu dans la salle Wagram, dure quinze rounds. Young Perez, parti favori, remporte le match aux points et devient le nouveau champion de France ; le Miroir des Sports écrit : « Le merveilleux Perez domine Angelman et enlève le titre français des mouches ».
Le 3 octobre, Angelmann échoue à remporter le titre de champion du monde à Frankie Genaro. Il échoue aussi à remporter ce titre en juin et septembre 1933 contre Jackie Brown.